# Вигер V фон Билщайн
Вигер V фон Билщайн (на немски: Wigger V, Graf von Bilstein; † сл. 1205) е граф на Билщайн в Северен Хесен и Тюрингия.
Той е син на граф Ерпо III (Еберхард) фон Билщайн († сл. 1153) и внук на граф Ругер III фон Билщайн († ок. 1124, убит в битка). Правнук е на граф Ругер II фон Билщайн († 1096) и съпругата му фон Гуденсберг († ок. 1066), дъщеря на граф Вернер III фон Гуденсберг-Маден († 1065), който е близък приятел с император Хайнрих IV. Потомък е на граф Вигер I († 981), маркграф на Гермар-Марк, и съпругата му от Саксония, незаконна дъщеря на херцог Ото I Саксонски († 912).
От 10 до 12 век „фамилията Вигер“ е могъщ графски род в Тюрингия заедно с Екехардините, графовете фон Кефернбург, графовете фон Шварвбург и графовете фон Ваймар. От ок. 1130 г. фамилията му се нарича на техния замък Билщайн, западно от Албунген, днес част от Ешвеге. Този замък те са построили ок. 1100 г.
През 1301 г. правнукът му, последният граф Ото II фон Билщайн, продава собственостите на Хесен.

## Деца
Вигер V фон Билщайн има децата: 
- Берта фон Билщайн († сл. 1220), омъжена за граф Хайнрих III фон Райхенбах-Вегебах, Цигенхайн и Вилденберг (* 1186; † 1250), син на граф Хайнрих I фон Райхенбах, катедрален фогт на Фулда († сл. 1162); родители на граф Готфрид III фон Райхенбах († 1279)
- Видекинд I фон Билщайн († сл. 1236), женен за фон Шарцфелд, дъщеря на граф Буркард фон Шарцфелд-Лаутерберг († 1225) и Адела фон Глайхен († 1224)